# Madaj
Madaj (hebr. מָדַי) – postać biblijna ze Starego Testamentu, jeden z siedmiu synów Jafeta (Rdz 10,2). 
Uważany za protoplastę Medów. Według apokryficznej Księgi Jubileuszów (Jub 10,35) Madaj, mąż córki Sema, nie chciał zamieszkać wraz ze swoimi braćmi na zachodzie i osiedlił się w krainach wschodnich pośród szwagrów. Jego córka Melka miała natomiast poślubić Kainana (Jub 8,5).